# 2013年タイ反政府デモ
2013-2014年タイ反政府デモ（2013-2014ねんタイはんせいふデモ）とは、2013年11月から2014年5月にかけてタイで展開された反政府抗議のデモ活動。
この抗議活動は、元民主党 (タイ)議員のステープ・トゥアクスパン代表が率いる人民民主改革委員会(PDRC)という政治圧力団体によって組織運営された。最終的にこの政情危機はインラック・シナワット首相の失職やタイ軍事クーデター (2014年)を引き起こすことになり、暫定軍事政権の樹立に至った。

## 背景
インラック政権は2011年の選挙で権力を握り、彼女のタイ貢献党は圧倒的多数を獲得した。インラックはタクシン・シナワット元首相の妹で、タイ貢献党は彼と緊密に連携していた。タイ軍事クーデター (2006年)で追放されたタクシンは、2008年の汚職有罪判決を回避するため自発的な亡命生活をしていたが、いまだに国内の大部分（とりわけタイ農村部と都市部貧困層）で大衆の支持を集めていた。チナワット一族は、タクシノミクスによる経済的・社会的利益から北東部の農村で特に尊敬されていた。彼の経済政策で、2001年から2011年にかけてイーサーン地方の1人あたりGDPは倍以上の1,475ドルになり、同時期にバンコク地域のGDPは7,900ドルから13,000ドル近くになっていた。
インラックの首相就任中に、幾つかの恩赦提案と憲法改正が人民代表院で議論された。これらの大半はタクシンの利益になるものと一般的に認識されており、野党の民主党が反対した。2013年8月、貢献党が過半数を占める人民代表院は恩赦法案起草の第一読会を承認した。国民議会 (タイ)まで至る街頭抗議行動は「打倒タクシニズムの人民民主勢力(PEFOT)」と称する反タクシン団体ならびに民主党によって開催されたが、勢力を増やせずに終わった。恩赦法案はメンバー35人からなる精査委員会に渡された後、第二、第三読会に向けて人民代表院に戻されることとなった。
2013年10月18日にこの委員会は法案の修正案を可決した。同法案は、当初の形式では異議ある者や政府指導者および軍隊を除いた一般市民の抗議者を放免することを目的としていたが、2004年から2013年までの期間に及ぶ「包括的恩赦」へと大幅に拡張された。これは、2006年クーデター後にタクシンに掛けられた汚職容疑（の放免）、ならびに2010年タイ反政府デモ中に起きた暗黒の土曜日事件に関わった当時のアピシット・ウェーチャチーワ首相とステープ・トゥアクスパン副首相に掛けられた殺人容疑（の放免）を含むものだった。

## 抗議の経緯
詳細は2013-14年タイ反政府デモのタイムライン (2013-2014 Thai political crisis#Timeline_of_the_events) を参照。
抗議行動の主な目的は、インラックの兄タクシン前首相がタイの政治に及ぼす影響を排除して、政治改革を監督するための選挙に拠らない「人民評議会」の設立にあった。抗議者たちはタクシンを汚職まみれでタイの民主主義に損害を与えている人物と見なしたが、彼はタイの広い地域（とりわけ貧しい北部と北東部）で自身の社会制度改革と経済指針改革による強力な支持基盤を獲得していた。2001年以降は、タクシンと連立を組む政党があらゆる選挙で過半数を獲得していた。王位継承、農村都市間または南北の格差、社会的不平等、過度に集中した官僚、政治における王室と軍部の影響、階級紛争といった諸問題がこの政情危機の背景要因として有識者達に示唆されている。
抗議行動の最初の引き金となったのが、タイ軍事クーデター (2006年)以降の政治家を様々な訴追から赦免することになる恩赦法案だった。 反政府抗議者たちはこの法案に異議を唱えるも、2007年タイ王国憲法の改正を目論む当時の政府はタクシンを支持して、汚職の有罪判決による自発的亡命から彼が帰国できる可能性があるようにした。なお、政府支持派の赤シャツ隊は、91人が殺害された暗黒の土曜日（タクシン支持派抗議に対する2010年の軍事弾圧）事件に関わる殺人容疑を含む内容だとして、この恩赦に反対した。政治的スペクトル全方向からの反対が、同法案を元老院 (タイ)にて全会一致で否決させることになった。それでも反政府抗議活動は続き、デモ参加者達は、官公庁の占拠、主要道路の交差点封鎖、バンコクでの大規模集会を開催して、インラックと彼女のタイ貢献党政権に退陣を求めた。2013年12月8日、野党民主党の国会議員153人が辞任するとインラックは人民代表院を解散させ、2月2日の総選挙を呼びかけた。PDRC抗議者達の投票所入口封鎖により、バンコクとタイ南部地域では投票が中断され、憲法裁判所によって開票結果が取り消されることになった。抗議者達への発砲、爆破未遂、手榴弾投擲などを含む散発的な暴力が、抗議活動の過程で死者28人および負傷者800人以上をもたらした。1月21日にインラック政権はバンコクとその周辺地域で非常事態を宣言したが、効果は殆ど無かった。
インラックと大臣9人は、2011年に論議を呼んだ国防幹部の異動が原因で、2014年5月7日に憲法裁判所によって失職となった。インラックの支持者と批評家は、この動議が政治的に動機づけられたもので司法権の乱用だと主張した。5月20日、タイ王国陸軍は国内全域での戒厳令を発令した。対立する陣営を集めた対話が軍主導で行われるも妥結に至らず、5月22日にクーデターによってインラック政権は解体された。同クーデターでは軍を中心とする「国家平和秩序維持評議会(NCPO)」が全統治権の掌握を宣言し、プラユット・チャンオチャ司令官を首相代行に任命した。

## 籾米担保融資制度の危機
タイでは2013-14年の政治危機と並行して、籾米担保融資制度（コメの質入れ制度）が暫定政府にとって重要な問題となった。2013年12月9日の議会解散後、インラック内閣は籾米担保融資制度の更新予算承認を怠っていた。2014年1月31日時点で、暫定政府は制度の一環として国の稲作農家に帰されるべき支払いをデフォルトしたのみならず、暫定財務相のキティラット・ナ・ラノンは状況解決に必要な1300億バーツを扱う権利が凍結されている。「職務代行」能力の低下で、財務省が次なる政府への（返済）義務を生じさせる資金借り入れを憲法で禁じられたのである。
2013年10月以降、タイ国内の稲作農家に帰する未払い金の総額は1300億バーツになっており、2014年1月31日時点で200人以上の農家が政府に対するクラスアクションの代表としてタイ弁護士会の支援を求めている。 タイの稲作農家はタイ社会のヒエラルキーで最も低い階級ではあるものの、彼らは伝統的にタイ貢献党の政治基盤の鍵となる構成要素でもある。 2014年1月31日時点で、主に北部・中央部地域の稲作農家は高速道路を封鎖して政府に抗議し、反政府抗議に加わるためバンコクに向かう可能性もあると述べた。多くの農民が未払いの結果として破産し、この制度下で少なくとも3人の農民が自殺した。
商務省 (タイ)は2014年2月4日、インラックによって管理運用されているコメの購入施策に反汚職委員会の調査が継続していることを理由に、中国が100万トン超のコメを購入する契約を取り止めたと発表した。抗議中の農民は、タイの主要道路全てを遮断することで2014年2月6日に自分達の抗議を強化すると発表した。 抗議している稲作農家（合計140万人の農民が影響を受けている）は、銀行なら後で政府から支払いを取り戻すことが可能だと確信して、農業・農業協同組合銀行(BAAC)に補償を求めている。しかし、BAACは資金を政府に依存しているとの主張である。 さらに、中央地域の農民の多くがバンコクに向かい、2月6日に商務省の前で支払いを要求する可能性もあった。
2月6日にステープは、稲作農家の苦境を解決できうる策の1つとして政府保有の質草800万トンの在庫米を売ることを、シーロム通りにいる支持者に発表した。しかし、PDRCが組織する抗議者達はコメ回収のため警備の掛かった倉庫に強制的に入る必要があるとした。PDRCの中心的指導者の1人は、ステープが2月7日に公的な行脚を実施して稲作農家への寄付を集めてはどうかと述べた。2月7日、財務副次官によると、タイの銀行が関与する機密計画で稲作農家には1300億バーツの融資が支払われることが確実だとした。副次官は、必要な資金を得るために幾つかの選択肢が存在すると述べた。
2月11日、インラックは政府が国の稲作農家にすべての未払いの債務を支払うための財政的手段を有しており、規定された価格でその支払いが履行されることは揺るがない、とメディアへの声明で述べた。しかし、2014年2月12日刊行のバンコック・ポスト報道は、国家汚職防止委員会(NACC)がこのコメ制度に関する訴訟を立証する証拠の照合を終えた後、インラックに対して正式な告訴を行う予定であると伝えた。NACCの副委員長は2月11日、NACCが暫定政府首相に対して告訴を行うつもりだと語った。
NACC委員側が十分な証拠を蓄積している場合、国家コメ政策委員会の委員長でもあるインラックは職務放棄の件で刑法第157条に違反していることになり、もし起訴されれば委員会には彼女の訴訟に出席することが許可され、そこでインラックの起訴が正当なものであったかを委員会が判断することになる筈だ、と副委員長は説明した。この訴訟は2014年1月中旬に遡り、訴状が提出された場合にインラックはあらゆる公職から退く必要に迫られる。一方、暫定商務大臣のニワットタムロン・ブンソンパイサンは、2月11日に開催された閣僚会合がコメ制度下で農家に支払うための文書化されていない中央予算7億1200万バーツを承認し、同予算は2月11-14日の間に承認のためECに送られると語った。
2月12日、タイ米協会会長のプラシット・ボーンチョウエイは、未払い金の事で約50,000人の稲作農家が暫定政府を追放すると警告した。会長はPDRCの抗議段階の1つについて話し、西部、北部北部、中央上部地域の他の農民指導者と抗議行動の拡大に関して話し合ったことを確認した。2月13日、別の農家団体がタイの弁護士協会の弁護士に付き添われ詐欺的な行為について暫定政府に訴訟を起こした。2月14日、農民指導者は、農民の要求が満たされない場合、結果は「予測不可能で制御不可能」になるとインラックに警告した。
稲作農家達はトラックを使ってチェーンワッタナ地区にある有刺鉄線のバリケードを突破した。暫定首相は農家達との面会を拒否したが、政府当局者は2013年12月に議会が解散したことを支払い遅延の原因と特定した。暫定財務大臣のキティラット・ナ・ラノンは、既に20億バーツが支払われており、加えて3.39億バーツが農家達に帰するものだとメディアに伝えた。彼はまた、政府が国営の農業銀行を通じて残りの債務を支払う予定であり「日々の支払い処理を行う（銀行の）能力を考慮すると、全ての支払いは6-8週間以内に行われると予想される」と語った。
2014年2月18日、インラックは稲作農家の一揆に対処すべく演説を行い、問題の解決方法を詳細に語った。またインラックは反政府抗議運動がこの制度の継続を成功させる障害となっていると説明し、2013-2014年政治危機以前の最初の2年間はこの制度が機能していたと彼女は主張した。インラックは、この障害とは無関係に「農家達のために粘り強く戦う」つもりだと断言した。しかし暫定首相はタイの各銀行に協力を要請し、それによって稲作農家への支払いのための農業・農業協同組合銀行(BAAC)への融資が行われることになった。
インラックはさらに、農家達が耐えている苦境のためBAACが債務返済期間を6か月に延長すること、加えて次の作物シーズン向けの融資上限を引き上げると述べた。この演説はタイのテレビプールによって全国的に放送された。
2月18日、国家汚職防止委員会は、政府のコメ補助金制度を不適切に処理したことでインラックを告訴したとの声明を出した。この制度では政府が2年間ずっと国際価格よりも最大50％高い価格で農作物を購入していた、と同委員会は主張した。2014年2月27日に暫定首相は同委員会の提訴に反論すべく召喚状を受理し、彼女の弾劾および公務からの解職が起こりうる結果の一つとなった。
選挙管理委員は3月4日、暫定政府が国の中央基金から200億バーツを籾米担保融資制度に参加した稲作農家に支払うことを承認した、と公表した。このお金は政府への融資として分配されるもので、その資金は2014年5月31日までにコメ販売による歳入を使って払い戻される予定である。
2014年3月22日、僧侶のルアン・プー・ブッダ・イサラ師率いる農民団体は政府の宝くじ事務局(GLO)に米をぶち撒け、その日事務局を閉鎖させた。この僧侶は、GLOが米100トンを農民から購入するのに宝くじ販売資金を使うよう要求し、事務局が米1トンあたり最低でも12,000バーツを農民たちに支払う必要があると主張した。

## 政情危機の影響
2013年12月23日、政情不安により、タイ通貨バーツは3年ぶりの安値に下落した。ブルームバーグ報道によると、11月と12月にタイ通貨は4.6％下落、主要株価指数も9.1％下落した。アジア新興市場で取引する日本の主要トレーダーは「抗議行動が続いている時期に、バーツやタイの資産を購入する理由が見当たらない」とブルームバーグに語った。
観光面では、タイの国内旅行協会が2012年の同時期と比較してクリスマスや新年時期の観光収入が1億2500万ドル相当減少したと報告した。タイ中国連合観光協会は、2014年第1四半期の中国人観光客の到着数が2013年の同時期90万人と比較して約60％減少すると予想している（2013年は中国国民がタイ観光で最も高い割合を占めた）。1月6日、シンガポール航空はバンコクの政治情勢から19便を中止する予定だと述べ、旅行代理店は得意先顧客の減少を経験している。
タイ銀行は、反政府活動の2日目にあたる2014年1月14日に135の銀行支店が影響を受けたと報告した。バンコク銀行の3支店、クルンタイ銀行の17支店、サイアム商業銀行の5支店を含む36支店が終日閉店し、TMB銀行の72支店とCIMBの10支店を含む99支店が通常の営業時間に先立って閉店したと発表した。
タイ財務省、ブルームバーグ、タイ証券取引所がまとめたデータによると、2013年10月31日に抗議が始まって以来、海外投資家はタイの株式から30億ドル（約1000億バーツ）の資金を引き揚げた。証券アナリストは、タイの近隣諸国によって刈り取られた利益のことや、インドネシア株式に移動した約63億バーツをタイ証券取引所が追跡していることについて論評した。
2014年1月23日、観光・スポーツ大臣が2014年1月のタイへの訪問観光客総数が、その月の例年の観光客数の半分にあたる100万人に減少すると発表した。英国の国際金融企業バークレイズの代表は、抗議運動を繰り返してきた歴史を反復し、そのうえで「これが起こったのは初めてではありません。投資や観光面では損害が見受けられます。現時点では全て回復可能ですが、時間が経つにつれてその一部は永続的になるでしょう」と説明した。
2014年1月27日、バンコク都市圏管理局(BMA)救急医療サービス部門のエラワンセンターは、この反政府抗議運動中に死者10人と負傷者571人が記録されていると発表した。
2月12日のメディア報道によると、バンコクの事業者達は経済的影響がより問題になったため政情不安への解決を望むようになった。東南アジア最大級のショッピングプラザの1つセントラルワールドは顧客流量が2013年から20％減少したと報告し、日本の百貨店テナント伊勢丹のバンコク店は1時間早く閉店するようになり、ラチャプラソン地区（バンコクでも屈指の商業中心地）の宿泊施設は得意先顧客の60％減少を経験した。また人気の高い海外バックパッカーの行き先カオサン通りに観光客が1日当たり5000人しか来訪しておらず、こちらは50％の減少が示された。同日、タイの中央銀行は2014年のGDP予測成長率を4％から3％へと引き下げた。
2月17日に発表された経済データ報告書によると、タイのGDPは2013年最後の3か月で+0.6％増と出ており、これは2012年第1四半期以降で同国の最も低い成長率である。このデータでは、抗議デモの開始以来タイ通貨のバーツが4％安になったことも示されている。タイ銀行の広報官は、2月17日時点の金融政策は国のニーズに十分対応するものだと語った。
2014年4月13日、バンコクにあるチュラーロンコーン大学の安全保障国際研究所を拠点とするタイの学者ティティナン・ポンスティラクは、東アジア経済研究局(EABER)と南アジア経済研究局(SABRE)の共同イニシアチブである東アジアフォーラムに向けて2014年の政治危機を査定した。ティティナンは「インラックの日々は残り短い」と書いており、タイに起こりうる2つの結末を予測して「もしそれが分断したどちら側（タクシン派と反タクシン派）も含む政府であれば、タイは道を見いだせるかもしれない。しかし、反タクシン派党の暫定政府であれば更なる騒動と混乱が予想される」と述べた。学術界は民主主義プロセスへの彼の支持を表明し、彼は声明で「タイ国民は、民主主義の出発点が大多数の意志であることや、タイでの独裁政治支配は結局長続きできないことを認識する必要がある」と結んだ。
2014年4月中旬、タイの民間シンクタンクであるカシコーン研究センター(KResearch)は、国内の政治的混乱が続いているためタイには不況期に差し掛かるリスクがあると報告した。同センターは、2013年第4四半期と同じく2014年第1四半期にタイの輸出が伸びていないことを示すと共に、-1.8％というマイナス成長がこの期間を超えて続くことを示すデータを提示した。このシンクタンクは、2014年のタイ経済を約+1.8％成長だと予測した。しかし、バンコク銀行は、世界経済の回復の結果として、輸出が年間2-3％増加し、輸出が5-7％増加すると予測した。
実際のところ、第1四半期の反政府デモに続いてクーデターによる政情混乱もあり、2014年のタイの経済成長率は+1.0％となった。これは前年の+2.7％から大きく落ち込んだが、翌2015年には+3.1％と大きく盛り返している。
この政治危機では当初、タクシン支持者からの暴力的反応が起きる恐れが高まった。タクシンは、以前5回の総選挙で選出された政権が任期満了前に解体されたため、権利を剥奪されたと感じていた。

### 法的制裁
2016年、ポップコーンガンマンで知られるVivat Yodprasitが、この危機に関連した殺人罪で懲役37年を宣告された。